# Regiane Bidias

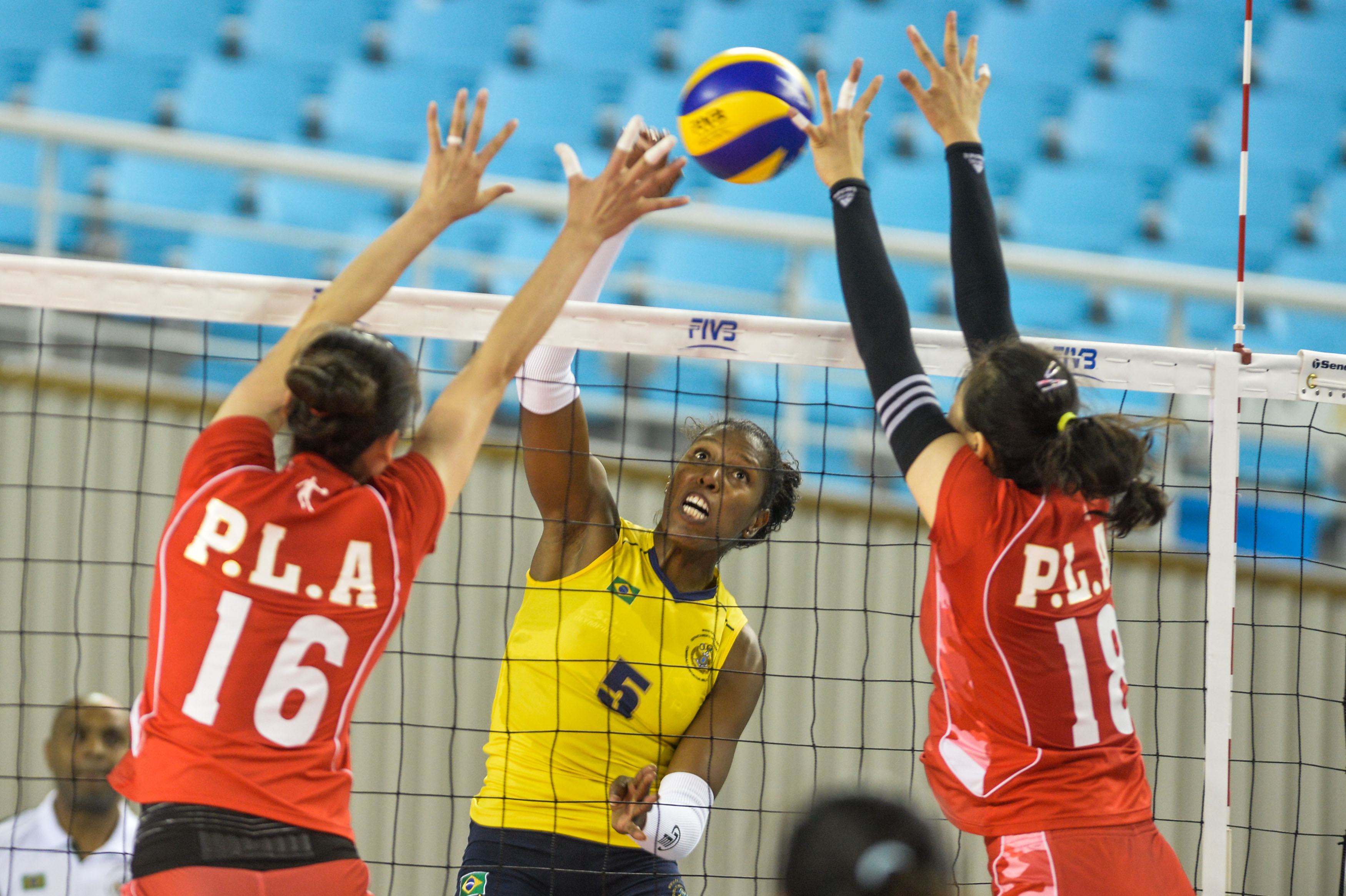
Regiane Bidias podczas ataku w finale w Światowych Wojskowych Igrzysk Sportowych 2015

Regiane Fernanda Aparecida Bidias (ur. 2 października 1986 w Piracicaba) – brazylijska siatkarka, grająca na pozycji przyjmującej.

## Sukcesy klubowe
Mistrzostwo Brazylii:
- 2006, 2007, 2008, 2009, 2011, 2013, 2014, 2015, 2016, 2017[7]
- 2005, 2010, 2012

Puchar Brazylii:
- 2007, 2016, 2017

Klubowe Mistrzostwa Ameryki Południowej:
- 2013, 2015, 2016, 2017[8]
- 2009

Klubowe Mistrzostwa Świata:
- 2013, 2017

Superpuchar Brazylii:
- 2015, 2016

Mistrzostwo Polski:
- 2019
- 2018, 2025[9]
- 2024[10]

Puchar Polski:
- 2024[11]

## Sukcesy reprezentacyjne
Mistrzostwa Ameryki Południowej Juniorek:
- 2002, 2004

Mistrzostwa Świata Juniorek:
- 2005

Igrzyska Panamerykańskie:
- 2007

Puchar Panamerykański:
- 2009
- 2008

Volley Masters Montreux:
- 2009

Grand Prix:
- 2009

Letnia Uniwersjada:
- 2011
- 2013

Światowe Wojskowe Igrzyska Sportowe:
- 2015

## Nagrody indywidualne
- 2004: MVP i najlepsza serwująca Mistrzostw Ameryki Południowej Juniorek
- 2018: Najlepsza przyjmująca Pucharu Polski